# Anna Leonowens
Anna Leonowens (Ahmadnagar, 1831. november 26. – Montréal, 1915. január 15.) angol író, tanár és társadalmi aktivista, aki arról ismert, hogy Sziám királyának, Mongkutnak feleségeit és gyermekeit tanította, illetve hogy társalapítója volt a Nova Scotia College of Art and Design nevű kanadai művészeti iskolának. Leonowens sziámi élményeit 1944-ben Margaret Landon dolgozta fel Anna és a király című regényében, valamint több film és minisorozat készült a történet alapján, és 1951-ben The King and I címmel Richard Rodgers és Oscar Hammerstein musicalt is készített belőle.

## Korai évei, család
Anna Leonowens 1831. november 26-án született Ahmadnagarban, Indiában Anna Harriette Edwards néven. Második lánya volt Thomas Edwards utász őrmesternek, korábbi műbútorasztalosnak, és angol-indiai feleségének, Mary Anne Glasscottnak, aki a bombay-i hadsereg egy hadnagyának lánya volt. Élete során Anna elidegenedett családjától és azon fáradozott, hogy alacsony származását elrejtse, ennek érdekében úgy írt saját magáról, hogy Anna Harriette Crawfordként, Caernarfonban (Wales) született és apja egy százados volt. Ezzel a tettével nem csak saját magát, de gyermekeit is óvta, akiknek jobb lehetőségeket biztosított azzal, hogy keveredett származásuk ismeretlenségben maradt. A kutatások nem találták nyomát caernarfoni születésének, ami hatalmas sokként érte a várost, ahol hosszú ideig hitték, hogy híres lakóval büszkélkedhetnek.
Anna apja meghalt lányának születése előtt, és édesanyja egy ír katonához, Patrick Donohoe tizedeshez ment feleségül. 1845-ben Anna tizenöt éves húga, Eliza Julia Edwards hozzáment James Millard lovastüzérségi törzsőrmesterhez Eliza és James lánya Eliza Sarah Millard, 1848-ban született Indiában, hozzáment a 38 éves Edward John Pratthez, aki az indiai só-adószolgálatnál volt brit hivatalnok. Elizának és Edwardnak kilenc gyermeke született, egyikük William Henry Pratt volt, akit Boris Karloff filmsztárként ismerhetünk. Két másik fiú, Sir John Thomas Pratt főkonzul és Richard Septimus Pratt konzul lett – mindketten Kínában.
Mivel húga férje szintén angol-indiai származású volt, Anna sosem fogadta el Eliza házasságát, sőt, olyan szinten elzárkózott mindenféle kapcsolattól családjával, hogy amikor egy Pratt-rokon felvette vele a kapcsolatot, Anna öngyilkossággal fenyegetőzött a rokon további próbálkozásai esetén.
Anna kapcsolata mostohaapjával, Donohoe-val nem volt felhőtlen, sőt később azzal vádolta a férfit, hogy testvéréhez hasonlóan rá is nyomást gyakorolt, hogy egy sokkal idősebb emberhez menjen feleségül. 1847-ben a család Adenbe költözött, ahol mostohaapja munkát vállalt. Ott Annát a helyi lelkész és orientalista George Percy Badger atya és felesége tanították. A Badger házaspár felismerte a fiatal lány nyelvérzékét és 1849-ben magukkal vitték őt egyiptomi és palesztin körutazásukra.

## Házasság, Nyugat-Ausztrália és megözvegyülés
1849 végén Anna Edwards visszatért családjával Indiába, ahol Púnéban férjhez ment gyermekkori kedveséhez, Thomas Leon Owenshez (vagy Leonowens) (aki egy civil hivatalnok volt, és nem egy katonatiszt, mint Anna romantikus emlékirataiban írja) mostohaapja és anyja kifogásai ellenére. 1852-ben a fiatal pár Szingapúron át Ausztráliába utazott Anna nagybátyjával, W. V. Glasscottal, ahol az Alibi nevű barkra szálltak. Az út hosszú volt, közben megszületett fiuk, Thomas. 1853. március 8-án elérvén Nyugat-Ausztrália partjait az Alibi majdnem elsüllyedt egy zátonyon. Tíz nappal később Anna, Thomas, újszülött fiuk és Glasscott megérkezett Perthbe, ahol Thomasnak sikerült gyorsan hivatalnoki munkát találnia a gyarmati közigazgatásban.
Perthben Anna – akkoriban középső nevét, a Harriettet használva – iskolát indított fiatal hölgyek számára. 1854 márciusában fia meghalt, majd később ugyanabban az évben megszületett lánya, Avis Annie. 1855-ben a család Lyntonba költözött egy távoli fegyenctelepre, ahol Thomas raktárkezelő lett, és született fiuk, Louis. 1857 elején a telepet bezárták és a Leonowens család visszatért Perthbe, majd áprilisban Szingapúrba hajóztak. Később Penangba költöztek, ahol Thomas egy hotelben talált állást, míg gutaütést kapott és meghalt, Anna Leonowens pedig elszegényedett özveggyé vált. Thomas Leonowenst 1859. május 7-én egy protestáns temetőben temették el Penangban. Lánya, Avis és fia, Louis támogatása érdekében Anna ismét tanítani kezdett, és brit tisztek gyermekei részére nyitott iskolát Szingapúrban. Bár vállalkozása anyagilag nem volt túl jövedelmező, megalapozta pedagógusi hírnevét.

## A királyi nevelőnő
1862-ben Leonowens elfogadta a sziámi konzul, Tan Kim Ching ajánlatát, hogy Mongkut sziámi király feleségeit és gyermekeit tanítsa. A király 39 feleségét és 82 gyermekét modern nyugati oktatásban kívánta részesíteni, amit a korábbi misszionáriusok feleségei nem tudtak megvalósítani. Leonowens elküldte Avis lányát Angliába, és fiát, Louis-t vitte magával Bangkokba. Leonowens Dan Beach Bradley amerikai misszionárius utódja lett a királyi tanári poszton.
1867-ig, közel hat éven át tanította a királyi családot, később a király idegen nyelvi titkára lett. Bár pozíciója nagy tiszteletet és bizonyos fokú politikai befolyást is eredményezett a tanárnő számára, nem találta meg számítását ebben a munkában, és a király maga is úgy vélte, nehéz személyiség.
1868-ban egészségügyi okokból Angliába utazott és egy jobb feltételek melletti visszatérésről tárgyalt, amikor Mongkut megbetegedett és meghalt. A király végrendeletében Leonowenst és fiát megemlítette, bár örökséget nem hagyott rájuk. Az új uralkodó, a 15 éves Csulalongkorn meleg hangú levelet írt a tanárnőjének, melyben megköszönte szolgálatait. Nem hívta vissza őt korábbi posztjára, de még éveken át leveleztek egymással. Fia, Louis 27 éves korában visszatért Sziámba és a királyi lovasság századosa lett.

## Irodalmi pályája
1869-ben Leonowens New Yorkban élt, és utazási cikkeket írt egy bostoni lap, az Atlantic Monthly számára. Ezek között volt a The Favorite of the Harem című cikk, mely a New York Timesban úgy jelent meg, mint egy igaz történeten alapuló keleti szerelmes történet. Cikkét két részes emlékirattá bővítette, első volt a The English Governess at the Siamese Court (1970), mely nagy, de egyben szenzációhajhász hírnevet is szerzett neki. Írásaiban kritikusan fogalmaz az udvari életről, beszámolója nem mindig hízelgő az udvarra nézve, ezt számos vita tárgyát képezte Thaiföldön. Azzal is megvádolták, hogy felnagyította a királyra gyakorolt befolyását.
Leonowens feminista volt, cikkeiben gyakran hangsúlyozta a sziámi nők alárendeltségét, főként azokét, akik a Nang Harm-ban, a királyi háremben éltek elzártan. Kiemelte, hogy bár Mongkut egy haladó szellemiségű uralkodó volt, egyes szokásokat, mint a leborulás és az ágyasok tartása, igyekezett megtartani. Cikkének folytatása, a Romance of the Harem (1873) a palotában terjedő pletykákra épült, beleértve a király egyik ágyasának, Tuptimnak állítólagos kínzását és kivégzését. Az esetet független források nem erősítették meg és néhány kritikus el is utasította valódiságát, mivel a királyra nem jellemző lenne. Egy királyi ükunoka, Vudhichalerm Vudhijaya egy 2001-es interjúban azt állította, Mongkut 27 éven át szerzetesként élt királysága előtt. Sosem rendelt volna el kivégzést. Ez nem a buddhizmus útja. Hozzátette, hogy Tuptim az ő nagymamája volt és Csulalongkorn felesége.
Az Egyesült Államokban Leonowens szintén vagyonra tett szert népszerű utazási cikkeivel. A New York Times szerint Leonowens célja az volt, hogy felkeltse az érdeklődést, szimpatizálókat keressen maga mellé misszionáriusi munkájához. Csatlakozott New York és Boston irodalmi köreihez, és ismeretséget kötött olyan helyi hírességekkel, mint Oliver Wendell Holmes, Henry Wadsworth Longfellow és Harriet Beecher Stowe. Stowe a Tamás bátya kunyhója című regény írója, mely könyv rabszolgaság-ellenes üzenetére Leonowens a királyi udvarban is felhívta a figyelmet. Állítása szerint a könyv hatására döntött úgy Csulalongkorn, hogy megreformálja a rabszolgaság intézményét, mely 1868-ban kezdődött, és 1915-ben annak végleges eltörlésével végződött.

## Késői évei
Leonowens visszatért a tanári pályája és délelőttönként a New York-i Berkeley iskolában tanított, mely egy új egyetemi előkészítő iskola volt. 1881-ben Oroszországba és más európai országokba látogatott, és továbbra is publikálta útikönyveit és cikkeit. Halifaxban telepedett le, ahol ismét a nők oktatásában vett részt, szüfrazsett volt, és a Nova Scotia College of Art and Design művészeti iskola alapítója volt. 19 év után Montréalba költözött.
Lánya, Avis Thomas Fyshe, skót bankár felesége lett, fia, Louis pedig visszatért Sziámba és királyi lovasság tisztje lett. Feleségül vette Caroline Knoxot, Sir Thomas George Knox brit konzul lányát Bankgokban, és thai feleségét, Prang Yen is. Csulalongkorn támogatásával Louis sikeres kereskedő céget hozott létre, mely azóta is a nevét viseli, napjainkban is Thaiföldön működik a Louis T. Leonowens Co. Ltd.
Anna Leonowens 1897-ben találkozott ismét Csulalongkornnal annak egy londoni újra során, 30 évvel azután, hogy elhagyta Sziámot, és a király a levelezés után személyesen is köszönetét fejezhette ki tanárnőjének. Anna 1915. január 15-én, 83 éves korában halt meg. A montreali Mount Royal temetőben nyugszik.

## Anna Leonowens könyvben és filmen
Margaret Landon Anna és a király című regénye Anna Leonowens királyi udvarban töltött éveit dolgozza fel kitalált elemekkel, hangsúlyozva a rabszolga-felszabadítás témáját, mely párhuzamos volt amerikai olvasóinak szimpátiájával. 1946-ban Talbot Jennings és Sally Benson forgatókönyvre adaptálta a történetet Anna és a sziámi király Irene Dunne és Rex Harrison főszereplésével. A filmet eleinte engedélyezte a thai kormány, ám 1950-ben már betiltották a másodszori bemutatását. Válaszul thai szerzők, Seni és Kukrit Pramoj megírták saját beszámolójukat 1948-ban és elküldték az amerikai politikusnak és diplomata Abbot Low Moffatnak, aki felhasználta azt saját, Mongkut, the King of Siam című életrajzi művéhez (1961). Moffat a Pramoj testvérek kéziratát a Kongresszusi Könyvtárnak adományozta 1961-ben. Az akkor újonnan függetlenné vált Indiában betiltották, mert szerintük pontatlanságokat tartalmazott egy keleti királyra nézve.
Landon ikonikus képet alkotott Leonowensről, és a 20. század közepén ő testesítette meg a különös viktoriánus női utazó személyiségét. A regényt Richard Rodgers musicalra is átdolgozta The King and I címmel Gertrude Lawrence és Yul Brynner főszereplésével, mely 1246 előadást élt meg a Broadwayen. 1956-ban filmverzió készült a történetből, ahol Brynner mellett Deborah Kerr játszotta a tanárnő szerepét. Ezek után még több színházi feldolgozás készült, sokukban szintén Brynnerrel a főszerepben, a darab népszerű volt a közönség számára. Ennek ellenére Bangkokban tiszteletlenségnek tartották ezeket, és a film verziót a thai kormány betiltotta. Anna Leonowens két könyve nem volt tiltva Thaiföldön, sőt egy ismert thai író készített hozzá fordítást (Ob Chaivasu).
1960-ban Thaiföld uralkodója, Bhumibol Aduljadezs, Mongkut ükunokája azt állította, a musical változat 90%-ban túlzásokat tartalmazott a királyról. Monkut igazán kedves ember volt. Évekkel később Szirikit thai királyné 1985-ös New York-i látogatása során megnézte a Broadwaybeli musical-feldolgozást Yul Brynner meghívására. Az akkori thai nagykövet ismét Thaiföld rosszallását fejezte ki a musicallel szemben annak nép-központú beállítottsága és a sziámi nemzet gyerekesnek és alárendeltnek való ábrázolása miatt.
1972-ben a 20th Century Fox készített egy televíziós sorozatot a CBS csatorna számára, melyben Brynner mellett ezúttal Samantha Eggar játszotta Anna szerepét. Margaret Landon megvádolta a készítőket, hogy pontatlanul és megcsonkítottan dolgozták át az ő szerzői jogtulajdonában lévő művét, majd sikertelenül perelte a társaságot a szerzői jog megsértése miatt. A sorozat nem lett sikeres, 13 epizód után törölték is.
1999-ben egy animált változatot készített a Warner Bros. Animation (A király és én), majd egy egész estés moziverzió készült Anna és a király címen Jodie Foster és Chow Yun-fat főszereplésével. Ezt a változatot szintén betiltotta a thai cenzúra, egyik kritikusuk szerint Mongkut királyt úgy állították be, mint egy cowboyt.
Anna Leonowens megjelent Paul Marlowe Knights of the Sea című regényében is, melyben 1887-ben Baddeckből Halifaxba utazott, hogy részt vegyen egy női mozgalomban.

## Fordítás
- Ez a szócikk részben vagy egészben  az   Anna Leonowens című angol Wikipédia-szócikk fordításán alapul.  Az eredeti cikk szerkesztőit annak laptörténete sorolja fel. Ez a jelzés csupán a megfogalmazás eredetét és a szerzői jogokat jelzi, nem szolgál a cikkben szereplő információk forrásmegjelöléseként.